# Крајмора (Вирџинија)
Крајмора (енгл. Crimora) насељено је место без административног статуса у америчкој савезној држави Вирџинија.

## Демографија
По попису из 2010. године број становника је 2.209, што је 413 (23,0%) становника више него 2000. године.
| Група             | 2000.         | 2010.         |
| Белци             | 1.743 (97,0%) | 2.082 (94,3%) |
| Афроамериканци    | 15 (0,8%)     | 52 (2,4%)     |
| Азијати           | 4 (0,2%)      | 5 (0,2%)      |
| Хиспаноамериканци | 14 (0,8%)     | 32 (1,4%)     |
| Укупно            | 1.796         | 2.209         |